# جی. جی. کیل
جِی. جِی. کیل (به انگلیسی: J. J. Cale) (زادهٔ ۵ دسامبر ۱۹۳۸ - درگذشته ۲۶ ژوئیه ۲۰۱۳) خواننده-ترانه‌سرا و نوازندهٔ گیتار بلوز اهل آمریکا است. او بیشتر با ترانه‌هایی مانند «کوکائین» و «پس از نیمه‌شب» شناخته می‌شود که اریک کلپتن هم بعداً آن‌ها را بازخوانی کرده‌است.
کیل یکی از پدیدآورندگان تالسا ساوند است؛ سبک موسیقی آزادی که ریشه در منطقهٔ تالسای اکلاهما دارد و از موسیقی بلوز، راکابیلی، جَز و کانتری تأثیر گرفته‌است. سبک شخصی کیل، اغلب با عنوان laid-back توصیف می‌شود.
کیل در سال ۲۰۰۷ برای آلبوم جاده‌ای به اسکاندیدو به‌صورت مشترک با اریک کلپتن برندهٔ جایزهٔ گرمی «بهترین آلبوم بلوز معاصر» شده‌اند.